# Boomerang (film, 1992)
Pour les articles homonymes, voir Boomerang (homonymie).
Pour plus de détails, voir Fiche technique et Distribution.
Boomerang est un film américain de Reginald Hudlin, sorti en 1992.
Le titre phare du film Love Shoulda Brought You Home, interprété par Toni Braxton est un succès mondial.

## Synopsis
Beau, jeune et séduisant, Marcus Graham n'a qu'un credo : tant qu'il n'aura pas trouvé l'âme sœur, il n'accordera pas plus d'une nuit à chacune de ses conquêtes. Il poursuit ses recherches avec une constance qui lui attire l'admiration de ses deux amis, Gerard Jackson et Tyler, qui n'ont pas le même succès auprès des femmes. Un jour, une restructuration dans l'entreprise de cosmétiques new-yorkaise qui l'emploie le dote d'un nouveau chef dont il convoitait le poste : Jacqueline, dont la beauté et l'intelligence lui coupent le souffle. Tous ses efforts sont vains car elle se refuse à lui. Un soir, pendant un déplacement professionnel à La Nouvelle-Orléans, Jacqueline consent à ses avances. Marcus tombe alors amoureux d'elle. Mais Jacqueline se comporte avec lui comme il se comportait avec ses anciennes conquêtes : elle ne veut le voir qu'une fois par mois et c'est elle qui décide de la date. Jacqueline ayant raconté ses performances au lit à toutes les femmes de son entourage, Helen Strangé, l'égérie du nouveau parfum de son entreprise, lui fait de bruyantes avances dans un grand restaurant qu'il repousse. Marcus et Jacqueline se disputent et elle décide de ne plus sortir avec lui. Marcus connaît alors les affres de la dépression.

## Fiche technique
- Titre original et français : Boomerang
- Réalisation : Reginald Hudlin
- Histoire de : Eddie Murphy
- Scénario : Barry W. Blaustein et David Sheffield
- Décors : Jane Musky
- Musique : Marcus Miller
- Production : Brian Grazer
- Société de production et distribution : Paramount Pictures
- Directeur de la photographie : Woody Omens
- Pays d'origine :  États-Unis
- Genre : Comédie romantique
- Budget : 40 millions de dollars
- Durée : 117 minutes
- Dates de sortie :
  -  États-Unis : 1er juillet 1992
  -  France : 2 septembre 1992

## Distribution
- Eddie Murphy (VF : Med Hondo) : Marcus Graham
- Robin Givens (VF : Marie-Christine Darah) : Jacqueline 'Jackie' Boyer
- Halle Berry (VF : Micky Sébastian) : Angela Lewis
- David Alan Grier (VF : Nicolas Marié) : Gerard Jackson
- Martin Lawrence (VF : Michel Mella) : Tyler
- Grace Jones (VF : Élisabeth Wiener) : Helen Strangé
- Eartha Kitt (VF : Perrette Pradier) : Lady Eloise
- Geoffrey Holder (VF : Michel Modo) : Nelson
- Chris Rock : Bony T
- Tisha Campbell-Martin (VF : Véronique Augereau) : Yvonne
- Lela Rochon (VF : Virginie Ledieu) : Christie
- John Witherspoon (VF : Edmond Bernard) : M. Jackson
- Bebe Drake (en) (VF : Tamila Mesbah) : Mme Jackson
- Leonard Jackson (VF : Pierre Baton) : Le chimiste

## Bande originale du film
Le titre phare du film Love Shoulda Brought You Home est interprété par Toni Braxton. La chanson s'érige à la 4e place du Hot R&B/Hip-Hop Songs. Le vidéoclip qui illustre la chanson, est réalisée par Ralph Ziman. Elle y dévoile au début, une scène du film avec Eddie Murphy et Halle Berry, complétée plus tard, de plusieurs scènes où Toni chante alternant avec des scènes dévoilant un homme blottit dans l'ombre, situé dans une grande pièce. Toni Braxton Love Shoulda Brought You Home vidéo officielle Youtube